# Vonny Sumlang
Vonny Sumlang, właśc. Ivone Agnes Sumlang (ur. 19 kwietnia 1961 w Kupangu lub Manado) – indonezyjska piosenkarka, wokalistka zespołu Bhaskara Band.
Jest siostrą saksofonisty Alberta Sumlanga. Swoją karierę muzyczną rozwinęła po wyjechaniu do Dżakarty. Dzięki znajomości z Rimą Melati przez lata występowała w barze Jaya Pub oraz w należącej do aktorki restauracji. Pod koniec lat 80. zaczęła nagrywać album Kau Lelaki.
Opanowała rozmaite typy muzyki, w tym pop czy dangdut. Preferowała jednak utwory jazzowe.
Miejscowe wydanie magazynu „Rolling Stone” umieściło jej utwór „Ratu Sejagad” na pozycji 115. w zestawieniu 150 indonezyjskich utworów wszech czasów.